# 黎剎
何西·黎刹（西班牙語：José Rizal，西班牙語：[xoˈse riˈsal, -ˈθal]，他加祿語：[hoˈse ɾiˈsal]，即荷西•黎薩-梅卡爾多，粵語音譯为厘沙路，又譯黎薩、黎刹爾、黎薩爾；1861年6月19日—1896年12月30日），本姓柯，因而又譯作柯荷西、常被華人稱為柯黎薩，是菲律賓的革命家、醫生、作家，天主教徒，柯姓閩南人後裔。他的尊稱有“馬來人之驕”、“馬來偉人”、“第一個菲律賓人”、「菲律賓民族英雄」、“革命彌賽亞”、“萬世英雄”和“救贖彌賽亞”等。
黎剎是一名眼科醫生，精通包括英、法、德、拉丁、閩南語以及官話等22種語言，並在文理各方多才多藝，除医学外，还懂得绘画、雕刻、哲学和历史等。從年輕時就開始從事西班牙統治下的改革工作，曾在1882年至1892年旅居歐洲，出版曝露西班牙統治弊端叢生的小說，成為宣傳運動的領袖，發表了針對改革的文章、雜誌和詩歌。他同时也是菲律宾共济会成员。
黎剎於1896年12月30日被西班牙殖民當局處決，今菲律賓政府將此日定為國定假日黎剎日。

## 家世
祖籍地为泉州府晉江縣罗山上郭村（晋江市新塘街道上郭社区）。第一世至第十七世为：塘邊叟、山翁、柯光震、柯雲從、柯植、柯松老、柯賜、柯萬卿、柯宗賢、柯礜、柯洪、柯檜、柯延佐、柯伯遐、柯和夫、柯才經、柯從佑。
- 第18世（在菲第1世）：天祖父柯长豐，人称“长豐哥”（西班牙語：Donglai-Co）或“長哥”（常哥、祥哥）。
- 第19世（在菲第2世）：高祖父柯仪南（西班牙語：Cua Yi Lam），人称柯南哥，西班牙语名多明戈·南哥（Domingo Lam-Co），后改姓，称多明戈·梅尔卡多，“梅尔卡多”意为“市場”）
- 第20世（在菲第3世）：曾祖父弗朗西斯科·梅尔卡多（西班牙語：Domingo Mercado）
- 第21世（在菲第4世）：祖父胡安·梅尔卡多（西班牙語：Francisco Mercado）
- 第22世（在菲第5世）：父弗朗西斯科·梅尔卡多（西班牙語：Juan Mercado），后因其祖父同名在当地总督的建议下改姓，称弗朗西斯科·黎刹－梅尔卡多（西班牙語：Francisco Mercado）
- 第23世（在菲第6世）：扶西·黎刹－梅尔卡多[3]

## 生平
1875年，年僅14岁的黎剎获得文学学士学位，隨後進入菲律賓圣道顿马士皇家教会大学（University of Santo Tomas），主修哲学，兼修美术。後因母患眼疾，黎剎改读医科。
1879年，18岁的黎剎發表爱国诗篇《给菲律宾青年》，此詩获全国诗歌比赛一等奖，黎剎也因此被誉为“菲律宾青年诗人”。 1882年，21岁的黎刹潜赴歐洲加入共济会，在西班牙马德里康普顿斯大学、法国巴黎大学以及德国海德堡大学深造。1885年，他取得医学博士学位，并留校执教。
1887年，黎剎在執教期間，用西班牙文创作了《社会毒瘤》（另譯《不許犯我》）一书，揭露西班牙殖民统治的殘酷眞相。该书的续篇《起义者》也於1891年出版。

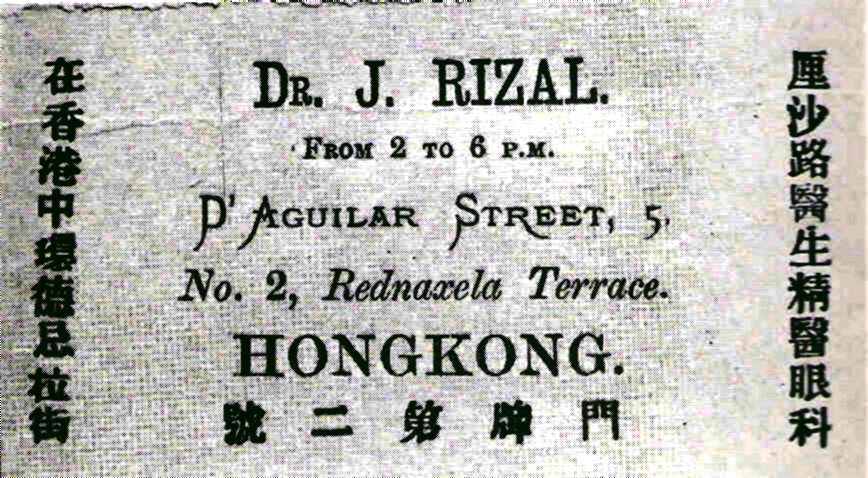
黎剎（厘沙路）醫生在香港使用的名片

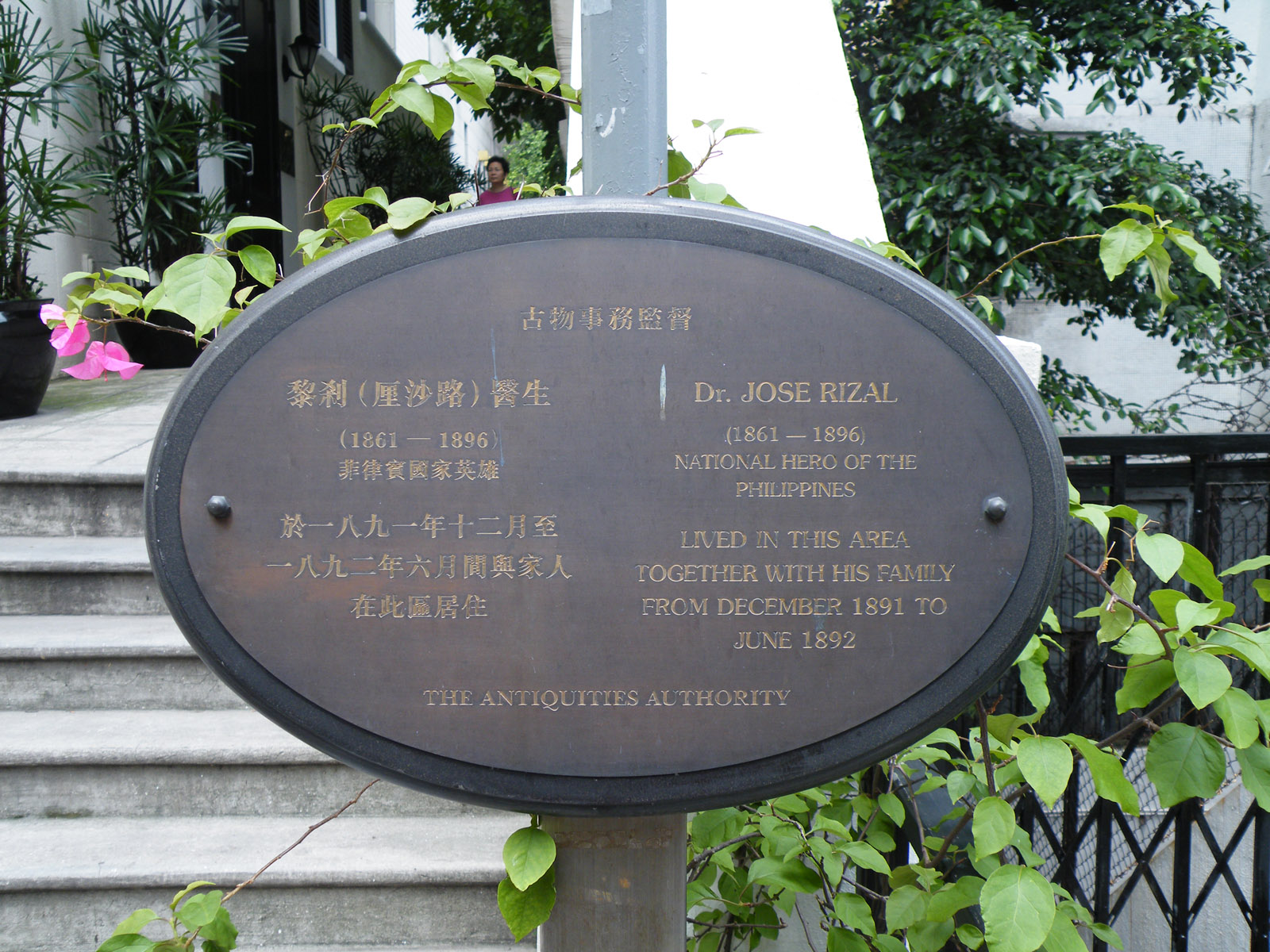
香港政府豎立在黎剎醫生故居的紀念牌匾

1891年12月至1892年6月，黎剎與家人居住在香港島半山列拿士地臺2號，他每天下午2時至晚上6時在中環德己立街5號作眼科醫生。
1892年6月，黎剎返回菲律賓後，建立一個非暴力的改革社團菲律賓聯盟。同年7月6日被捕，随後被流放到民答那峨島（Mindanao，又叫棉蘭老島）的达必丹小镇（又譯达皮丹，Dapitan）——世界上最荒芜的地方之一。他在那裡居住了四年，帮助小镇建设学校、医院等设施，并且在当地建立了全菲第一个灯光系统。期间，他还遭遇了来自香港的爱尔兰裔未婚妻约瑟芬·布蕾肯（Josephine Brackon）難產，孩子未能存活。
1896年，卡蒂普南（Katipunan）祕密革命社團發動叛亂後，本來獲釋到古巴當義醫的黎刹，沒有接受好友唐·佩德羅（Don Pedro，馬尼拉工商鉅子）的建議留在新加坡接受英國法律庇護，仍然坐船前往西班牙，準備轉往古巴。
果然菲律賓總督拉蒙·布兰科-埃雷纳斯食言，把黎剎視為危險的敵人，必須擔起菲律賓革命負責，暗中勾結國防部長和殖民部長要捉他回國。 10月3日船抵巴塞隆納，黎剎馬上變成階下囚，抓他的人正是讓他流亡四年的前菲律賓總督欧洛希奥·德斯普霍尔-杜赛將軍，當時擔任巴塞隆納的軍區司令。
黎刹被押回马尼拉，囚禁在圣地亚哥堡。同年12月30日凌晨，西班牙當局以“非法结社和文字煽动叛乱”的罪名在马尼拉将黎剎處決，即使他並未加入該社團，也未曾參加叛亂。
临刑前，应未婚妻约瑟芬·布蕾肯要求，黎剎與她举行了刑场上的婚礼，最後写下绝命诗《永别了，我的祖国》。他的壯烈犧牲使菲律賓人意識到除了脫離西班牙獨立外別無選擇，隨後爆發了菲律賓革命。

## 紀念
黎剎遭處刑的12月30日被定為黎剎日，最早是由菲律賓總統埃米利奧·阿奎納多於1899年設立的，作為紀念黎剎和所有在西班牙殖民統治菲律賓期間為國捐軀者的國定假日。
黎剎被處決地的馬尼拉灣岸邊公園，改名為黎剎公園，建有紀念碑，並有衛兵站崗，該公園常做為菲律賓重要國家慶典的舉辦地點。
1888年黎剎曾到日本訪問，在東京日比谷的飯店居住了一個月，日比谷公園內在1961年設立了黎剎雕像與紀念碑，每年黎剎的誕辰當天，菲律賓駐日本大使館會到場獻花。
被认作黎剎祖籍地的中国晋江市上郭村也建有“扶西·黎刹广场”并设有和马尼拉黎刹公园相同造型的黎刹雕塑。
菲律賓披索的1披索硬幣有黎剎的頭像。1949年至1973年發行的1披索及2披索紙鈔曾印有黎剎頭像。
香港中環半山區的列拿士地臺靠近些利街街口有一個紀念碑，黎剎與其家人曾在該處居住過。
1901年設立的黎剎省以黎剎命名，菲律賓國內亦有多個名為黎剎的地名。
菲律賓海軍的何塞·黎剎級巡防艦於2020年成軍服役，以何塞·黎剎命名。

## 主要著作
- 《不许犯我》（或译「社会毒瘤」、「不要犯我」、「别碰我」）
- 《起义者》
- 《永别了，我的祖国》（绝命诗）